# Anarchias euryurus
Anarchias euryurus är en fiskart som först beskrevs av Lea, 1913.  Anarchias euryurus ingår i släktet Anarchias och familjen Muraenidae. Inga underarter finns listade i Catalogue of Life.